# ダリオン・コールドウェル
ダリオン・コールドウェル（Darrion Caldwell、1987年12月19日 - ）は、アメリカ合衆国の男性総合格闘家。ニュージャージー州ラーウェイ出身。キルクリフFC所属。元Bellator世界バンタム級王者。レスリングNCAAディビジョン1王者。

## 来歴
ラーウェイ高校ではレスリングで3度ニュージャージー州王者になり、アメリカンフットボールでも優れた成績を残す。ノースカロライナ州立大学では、NCAAディビジョン1で2009年に優勝すると共に同大会の最優秀選手に選ばれ、オールアメリカンに2度選出された。フリースタイルレスリング代表チームのスカウトを受け、卒業後もオリンピック出場を目指してレスリングを続けたが途中に肩の怪我での療養などもあり、オリンピック国内予選で敗退したのをきっかけに「テイクダウン後に関節技を極められる方が、人生が豊かになる」と考え、2012年に総合格闘技デビュー。

### Bellator
2014年3月14日、Bellator初参戦となったBellator 112でランス・サーマと対戦し、ギロチンチョークで一本勝ちを収めた。
2015年5月15日、Bellator 137で階級をバンタム級に下げてハファエル・シウバと対戦し、3-0の判定勝ちを収めた。
2016年3月4日、Bellator 151で元Bellator世界2階級王者のジョー・ウォーレンと対戦。元レスリング世界選手権王者のウォーレンを豪快なスープレックスによりテイクダウンした後、リアネイキッドチョークで見込み一本勝ちを収めた。
2016年7月22日、Bellator 159でジョー・タイマングロと対戦。1R、2Rは圧倒していたが、3R序盤に仕掛けたタックルにギロチンチョークを合わせられ逆転負け。
2016年12月3日、Bellator 167でジョー・タイマングロと再戦し、3-0の判定勝ち。

#### Bellator王座獲得
2017年10月6日、Bellator 184のBellator世界バンタム級タイトルマッチで王者エドゥアルド・ダンタスに挑戦し、3-0の判定勝ちを収め王座獲得に成功した。
2018年3月2日、Bellator 195のBellator世界バンタム級タイトルマッチで挑戦者のレアンドロ・イーゴと対戦し、ギロチンチョークで一本勝ち。王座の初防衛に成功した。
2018年8月17日、Bellator 204で階級をフェザー級に上げてノード・ラハトと対戦し、バックマウントを制してのパウンドによりKO勝ちを収めた。

#### RIZIN
2018年12月31日、RIZIN.14のRIZIN初代バンタム級王座決定戦で堀口恭司と対戦。テイクダウンを奪い続け、グラウンドで圧倒するものの、3Rに下からのギロチンチョークで逆転の一本負け。
2019年6月14日、Bellator 222のBellator世界バンタム級タイトルマッチで挑戦者の堀口恭司と再戦し、判定負けを喫し、王座陥落した。

#### Bellatorフェザー級ワールドグランプリ
2019年9月14日、Bellator 228のフェザー級ワールドグランプリ1回戦でヘンリー・コラレスと対戦し、3-0の判定勝ちを収め、グランプリ準々決勝進出を果たした。
2020年1月25日、Bellator 238のフェザー級ワールドグランプリ準々決勝でMMA14勝無敗のアダム・ボリッチと対戦し、リアネイキッドチョークで1R一本勝ちを収め、グランプリ準決勝進出を果たした。
2020年11月19日、Bellator 253: Caldwell vs. McKeeのBellatorフェザー級ワールドグランプリ準決勝でAJ・マッキーと対戦し、ネッククランクで1R一本負け。準決勝敗退となった。
2021年5月21日、Bellator 259で階級をバンタム級に戻してレアンドロ・イーゴと再戦し、1-2の判定負けを喫した。なお、この試合はイーゴの体重超過により、62.36kgのキャッチウエイトで行われた。
2022年1月29日、Bellator 273でエンリケ・バルソラと対戦し、3Rにパウンドにより自身初となるTKO負けを喫した。

## 人物・エピソード
- バッド・ボーイとスポンサー契約を結んでいる[8]。

## 戦績
| 総合格闘技 戦績 | 総合格闘技 戦績 | 総合格闘技 戦績 | 総合格闘技 戦績 | 総合格闘技 戦績 | 総合格闘技 戦績 | 総合格闘技 戦績 |
| --------------- | --------------- | --------------- | --------------- | --------------- | --------------- | --------------- |
| 22 試合         | (T)KO           | 一本            | 判定            | その他          | 引き分け        | 無効試合        |
| 15 勝           | 2               | 6               | 7               | 0               | 0               | 0               |
| 7 敗            | 1               | 3               | 3               | 0               | 0               | 0               |

| 勝敗 | 対戦相手               | 試合結果                       | 大会名                                                                            | 開催年月日     |
| ×    | ニキータ・ミハイロフ   | 5分3R終了 判定0-3              | Bellator 290: Bader vs. Fedor 2                                                   | 2023年2月4日   |
| ×    | エンリケ・バルソラ     | 3R 3:01 TKO（パウンド）        | Bellator 273: Bader vs. Moldavsky                                                 | 2022年1月29日  |
| ×    | レアンドロ・イーゴ     | 5分3R終了 判定1-2              | Bellator 259: Cyborg vs. Smith 2                                                  | 2021年5月21日  |
| ×    | AJ・マッキー           | 1R 1:11 ネッククランク         | Bellator 253: Caldwell vs. McKee 【Bellatorフェザー級ワールドグランプリ準決勝】   | 2020年11月19日 |
| ○    | アダム・ボリッチ       | 1R 2:20 リアネイキッドチョーク | Bellator 238: Budd vs.Cyborg 【Bellatorフェザー級ワールドグランプリ準々決勝】     | 2020年1月25日  |
| ○    | ヘンリー・コラレス     | 5分3R終了 判定3-0              | Bellator 228: Pitbull vs. Archuleta 【Bellatorフェザー級ワールドグランプリ1回戦】 | 2019年9月28日  |
| ×    | 堀口恭司               | 5分5R終了 判定0-3              | Bellator 222: Machida vs. Sonnen 【Bellator世界バンタム級タイトルマッチ】         | 2019年6月14日  |
| ×    | 堀口恭司               | 3R 1:13 フロントチョーク       | RIZIN.14 【RIZIN初代バンタム級王座決定戦】                                        | 2018年12月31日 |
| ○    | ノード・ラハト         | 2R 2:46 KO（パウンド）         | Bellator 204: Caldwell vs. Lahat                                                  | 2018年8月17日  |
| ○    | レアンドロ・イーゴ     | 1R 2:36 ギロチンチョーク       | Bellator 195: Caldwell vs. Higo 【Bellator世界バンタム級タイトルマッチ】          | 2018年3月2日   |
| ○    | エドゥアルド・ダンタス | 5分5R終了 判定3-0              | Bellator 184: Dantas vs. Caldwell 【Bellator世界バンタム級タイトルマッチ】        | 2017年10月6日  |
| ○    | ジョー・タイマングロ   | 5分3R終了 判定3-0              | Bellator 167: Caldwell vs. Taimanglo 2                                            | 2016年12月3日  |
| ×    | ジョー・タイマングロ   | 3R 0:09 ギロチンチョーク       | Bellator 159: Caldwell vs. Taimanglo                                              | 2016年7月22日  |
| ○    | ジョー・ウォーレン     | 1R 3:23 リアネイキッドチョーク | Bellator 151: Warren vs. Caldwell                                                 | 2016年3月4日   |
| ○    | ショーン・バンチ       | 1R 2:35 リアネイキッドチョーク | Bellator 143: Warren vs. Davis                                                    | 2015年9月25日  |
| ○    | ハファエル・シウバ     | 5分3R終了 判定3-0              | Bellator 137: Halsey vs. Grove                                                    | 2015年5月15日  |
| ○    | アンソニー・ディジー   | 5分3R終了 判定3-0              | Bellator 130                                                                      | 2014年10月24日 |
| ○    | ジョー・ピニトール     | 1R 1:32 リアネイキッドチョーク | Bellator 118                                                                      | 2014年5月2日   |
| ○    | ランス・サーマ         | 1R 0:50 ギロチンチョーク       | Bellator 112                                                                      | 2014年3月14日  |
| ○    | ガーザン・チャウ       | 5分3R終了 判定3-0              | Legacy Fighting Championship 21                                                   | 2013年7月19日  |
| ○    | クイント・ケンプ       | 1R 1:00 TKO（パンチ連打）      | Legacy Fighting Championship 16                                                   | 2012年12月14日 |
| ○    | デビッド・アルマス     | 3分3R終了 判定3-0              | Legacy Fighting Championship 14                                                   | 2012年9月14日  |

## 獲得タイトル
- レスリング NCAA149ポンド(約67.6kg)級ディビジョン1 王者（2009年）
- 第6代Bellator世界バンタム級王座（2017年）

## 表彰
- レスリング NCAA149ポンド(約67.6kg)級ディビジョン1 オールアメリカン（2008年、2009年）